# Макар (село)
Макар (лезг. Макьар, Макьарар) — упразднённое село в Сулейман-Стальском районе Дагестана. На момент упразднения входило в состав Ялцугарского сельсовета. В 1962 году жители села переселены в село 2-е отделение совхоза имени Герейханова.

## География
Село располагалось в близе озера Каун (верховье реки Рогунчай), в 1 км к северо-западу от села Ругун.

## История
До вхождения Дагестана в состав Российской империи селение входило в состав Кутуркюринского магала Кюринского ханства. После присоединения ханства к Российской империи числилось в Ялцугарском сельском обществе Кутур-Кюринского наибства Кюринского округа Дагестанской области. В 1895 году селение состояло из 20 хозяйств. По данным на 1926 год село состояло из 40 хозяйств. В административном отношении входило в состав Ялцугарского сельсовета Касумкентского района.
В 1962 году жители переселились в село Герейхановское (второе отделение) Сулейман-Стальского района.

## Население
| Численность населения | Численность населения | Численность населения | Численность населения |
| 1895                  | 1908                  | 1926                  | 1939                  |
| --------------------- | --------------------- | --------------------- | --------------------- |
| 114                   | ↗145                  | ↗208                  | →208                  |

По данным Всесоюзной переписи населения 1926 года, в национальной структуре населения лезгины составляли 100 %